# مسعود شجاعی
مسعود شجاعی (زادهٔ ۱۹ خرداد ۱۳۶۳) بازیکن سابق و مربی فوتبال اهل ایران است.
مسعود شجاعی در نقش بازیکن میانی در پست هافبک بازی می‌ کرد. او فوتبال حرفه‌ای خود را در تیم صنعت نفت آبادان شروع کرد و پس از آن به تیم سایپا انتقال یافت. اولین بازی ملی او مقابل تیم ملی لائوس در مسابقات مقدماتی جام جهانی ۲۰۰۶ بود. او در جام جهانی ۲۰۰۶ عضو  تیم ملی ایران بود و در بازی مقابل تیم ملی آنگولا برای تیم ملی به بازی کرد. مسعود شجاعی در جام جهانی ۲۰۱۴ برای تیم ملی ایران در هر سه بازی در ترکیب حضور داشت و برای تیم ملی به بازی کرد. وی در جام جهانی ۲۰۱۸ کاپیتان اول  تیم ملی ایران بود و یک بازی مقابل تیم ملی مراکش انجام داد که با پیروزی تیم ملی ما همراه شد. مسعود شجاعی مجموعاً ۵ بازی برای تیم ملی ایران در جام‌های جهانی انجام داده‌است و او به همراه علیرضا جهانبخش، احسان حاج‌صفی و کریم انصاری‌فرد بازیکنان ایرانی هستند که در سه جام جهانی مختلف در ترکیب اصلی تیم ملی به بازی کرده‌اند که از این بابت در تیم ملی فوتبال ایران رکورد دار هستند. شجاعی در جام ملت‌های آسیا ۲۰۱۱، ۲۰۱۵ و ۲۰۱۹ حضور داشته‌است و جام ملت‌های ۲۰۰۷ را به دلیل مصدومیت نتوانست تیم ملی را همراهی کند. وی از سال ۲۰۰۴ تا سال ۲۰۱۹ به مدت ۱۵ سال به صورت مداوم برای  تیم ملی ایران به میدان رفت که مجموعاً در کل دوران بازیگریش ۸۷ بازی ملی در کارنامه دارد.

## زندگی‌نامه
مسعود شجاعی فوتبال را از محلات و مدارس شیراز شروع کرد. او که دو برادر و یک خواهر دارد، سال ۱۳۷۸ در ۱۵ سالگی راهی صنعت نفت آبادان شد. شجاعی ظرف یک سال توجه استعدادیاب‌های سایپا را به خود جلب و سال ۱۳۷۹ به تیم جوانان سایپا پیوست، در حالی که هنوز می‌توانست برای نوجوانان هم بازی کند. مسعود شجاعی تا سال ۱۳۸۱ در سایپا بود و در این سال برای داشتن فرصت بازی در سطح بزرگسالان به صنعت نفت برگشت. سال بعد شجاعی وارد فهرست نارنجی‌ها برای لیگ سوم حرفه‌ای (۸۳–۸۲) شد شجاعی از سایپا به تیم ملی رسید و بعد جام جهانی راهی باشگاه شارجه امارات و آ.ا.ک آتن یونان شد. مسعود شجاعی سابقه عضویت در تیم نساجی مازندران را دارد و معمولاً در نقش بازیکن میانی و هافبک راست به کار گرفته می‌شد.

## حاشیه‌ها و محرومیت
- شجاعی در ۱۷ ژوئن ۲۰۰۹، زمانی که به همراه پنج بازیکن دیگر در بازی مقابل کره جنوبی در مقدماتی جام جهانی ۲۰۱۰ دستبند سبز به دست داشت، حمایت خود را از جنبش سبز ایران ابراز کرد. در طول مسابقه، او همچنین یک زیرپیراهنی سبز پوشیده بود که نشان‌دهنده شادی پس از گل احتمالی وی بود.[۷]
- شجاعی در گفتگو با مهدی رستم‌پور (مجری ورزشی در رادیو فردا) از تخلفات مالی و اخلاقی در فوتبال، بدرفتاری با مهاجران، منع ورود زنان به ورزشگاه‌ها سخن گفت.[۸] پس‌از این مصاحبه وی به کمیته اخلاق فدراسیون فوتبال ایران احضار شد. قاضی مرتضی تورَک رئیس این نهاد، مصاحبه و رفتار او را با آنچه شبکه معاند نظام خوانده، دور از شان دانست. اشکان دژآگه، مهدی مهدوی‌کیا، مجتبی تقوی و خداداد عزیزی از جمله افرادی بودند که از وی بابت این گفتگو و اظهاراتش، حمایت کرده‌اند[۹]
- شجاعی که از مدافعان سرسخت لغو ممنوعیت حضور زنان در ورزشگاه‌ها در ایران بود، آشکارا از اینکه مادر، خواهر و همسرش نتوانسته‌اند بازی او را ببینند، ابراز تاسف کرد.[۱۰] بنا به گزارش‌ها، او در دیدار با حسن روحانی، رئیس جمهور وقت، در ژوئیه ۲۰۱۷ خواستار لغو این ممنوعیت شد.[۱۱]
- حضور مسعود شجاعی به همراه احسان حاج صفی در دیدار تیم پانیونیوس در مقابل مکابی اسرائیلی و انتقاد بسیاری از رسانه‌های ایرانی موجب محرومیت مسعود شجاعی از همراهی تیم ملی فوتبال ایران در چند دیدار گردید.[۱۲] محمدرضا داورزنی، معاون وزیر ورزش ایران طی یک مصاحبه با صدا و سیما دلیل محرومیت این بازیکن را اینگونه عنوان کرد: «به دلیل اینکه شجاعی و حاج صفی خط قرمز نظام را زیر پا گذاشتند دیگر جایی در تیم ملی فوتبال ایران ندارند.»[۱۳]
- خواهر شجاعی، مریم، نیز از فعالان حقوق زنان در ایران بود.[۱۴]

## آمار ملی

### بازی‌های ملی
| ایران | ایران | ایران | ایران  |
| سال   | بازی  | گل    | پاس گل |
| ----- | ----- | ----- | ------ |
| ۲۰۰۴  | ۱     | ۰     | ۰      |
| ۲۰۰۶  | ۴     | ۰     | ۰      |
| ۲۰۰۷  | ۳     | ۰     | ۰      |
| ۲۰۰۸  | ۱۰    | ۰     | ۱      |
| ۲۰۰۹  | ۱۰    | ۳     | ۱      |
| ۲۰۱۰  | ۵     | ۱     | ۰      |
| ۲۰۱۱  | ۴     | ۰     | ۰      |
| ۲۰۱۲  | ۳     | ۰     | ۰      |
| ۲۰۱۳  | ۸     | ۱     | ۴      |
| ۲۰۱۴  | ۷     | ۰     | ۰      |
| ۲۰۱۵  | ۸     | ۲     | ۰      |
| ۲۰۱۶  | ۵     | ۱     | ۱      |
| ۲۰۱۷  | ۳     | ۰     | ۰      |
| ۲۰۱۸  | ۱۱    | ۰     | ۰      |
| ۲۰۱۹  | ۵     | ۰     | ۰      |
| مجموع | ۸۷    | ۸     | ۷      |

### گل‌های ملی
| شماره | تاریخ          | میزبان  | بازی ملی | حریف      | نتیجه | رقابت                        |
| ----- | -------------- | ------- | -------- | --------- | ----- | ---------------------------- |
| ۱     | ۲۸ مارس ۲۰۰۹   | تهران   | ۲۰       | عربستان   | ۱–۲   | مقدماتی جام جهانی ۲۰۱۰       |
| ۲     | ۱۷ ژوئن ۲۰۰۹   | سئول    | ۲۴       | کرهٔ جنوبی | ۱–۱   | مقدماتی جام جهانی ۲۰۱۰       |
| ۳     | ۱۲ اوت ۲۰۰۹    | سارایوو | ۲۵       | بوسنی     | ۳–۲   | دوستانه                      |
| ۴     | ۷ سپتامبر ۲۰۱۰ | سئول    | ۳۱       | کرهٔ جنوبی | ۱–۰   | دوستانه                      |
| ۵     | ۲۶ مارس ۲۰۱۳   | کویت    | ۴۲       | کویت      | ۱–۱   | مقدماتی جام ملت‌های آسیا ۲۰۱۵ |
| ۶     | ۱۱ ژانویه ۲۰۱۵ | ملبورن  | ۵۶       | بحرین     | ۲–۰   | جام ملت‌های آسیا ۲۰۱۵         |
| ۷     | ۱۷ نوامبر ۲۰۱۵ | ددیدو   | ۶۳       | گوآم      | ۶–۰   | مقدماتی جام جهانی ۲۰۱۸       |
| ۸     | ۷ ژوئن ۲۰۱۶    | تهران   | ۶۵       | قرقیزستان | ۶–۰   | دوستانه                      |

## افتخارات

### باشگاهی
آ. ا. ک آتن
- سوپر لیگ یونان
  - قهرمان (۱): ۲۰۱۸–۲۰۱۷

تراکتور
- جام حذفی ایران
  - قهرمان (۱): ۱۳۹۹–۱۳۹۸

نساجی
- جام حذفی ایران
  - قهرمان (۱): ۱۴۰۱–۱۴۰۰